# Regionalväg 132

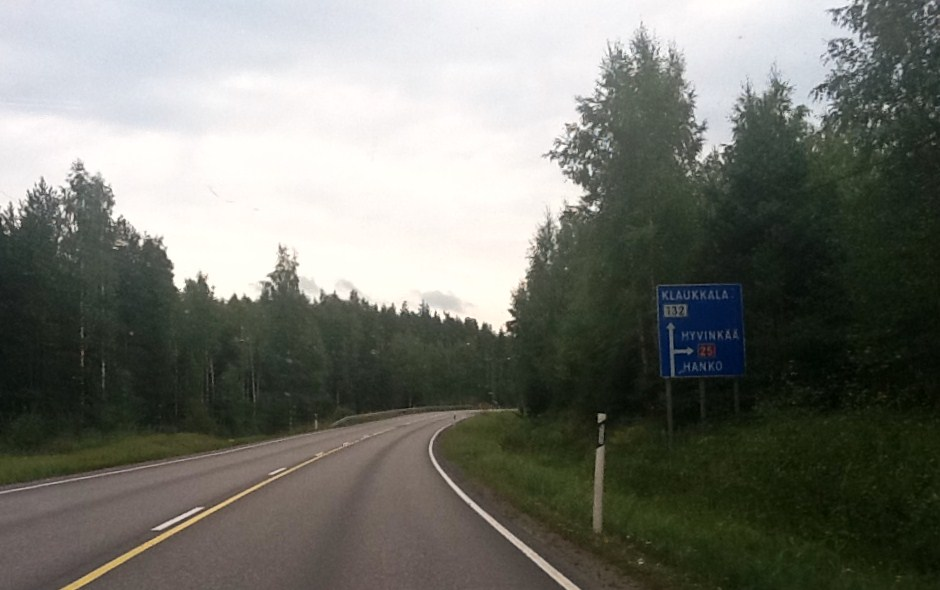
Regionalväg 132 i Nurmijärvi nära Vichtis kommungränsen.

Regionalväg 132 är en landsväg i Finland. Vägen var den tidigare del av Riksväg 3 fram till slutet av 1950-talet. Vid södra änden av vägen finns Vandas Luhtabacka och Nurmijärvis Klövskog och vid norra änden finns Loppis kyrkoby. Vägen är 52 km lång.
Vid södra änden av vägen nära Numlax byggs en omfartsvägen runt Klövskog, på grund av att trafikstockningarna i Klövskog har ökat år efter år. Det beräknas att den nya körbanan kommer att slutföras hösten 2021.